# عملية السرعة القصوى
عملية السرعة القصوى، هي شراكة بين القطاعين العام والخاص أطلقتها حكومة الولايات المتحدة لتسهيل وتسريع تطوير وتصنيع وتوزيع لقاحات كوفيد 19 وعلاجاته ووسائله التشخيصية. أُعلِن عن عملية السرعة القصوى في أوائل أبريل عام 2020، بعد اجتماع مع المديرين التنفيذيين للصناعة في البيت الأبيض في 2 مارس. صدر أول تقرير إخباري عن عملية السرعة القصوى في 29 أبريل عام 2020، بينما صدر الإعلان الرسمي للبرنامج في 15 مايو عام 2020.
يشجع البرنامج الإنتاج الضخم للقاحات المبنية على الأدلة الأولية، وهذا سيسمح بتوزيع أسرع إن أكدت التجارب السريرية أمان وفعالية أحد تلك اللقاحات. تتوقع الخطة عدم إثبات الدراسات فعالية وأمان بعض هذه اللقاحات، مما يجعل البرنامج أكثر تكلفة من تطوير لقاح نموذجي، ولكنه يقود إلى توفر لقاحات عملية قبل عدة أشهر من الجداول الزمنية النموذجية.
في البداية، خصص الكونغرس الأمريكي في 27 مارس نحو 10 مليارات دولار لعملية السرعة القصوى من خلال قانون كيرز (مكافحة فيروس كورونا ودعم جهود الإغاثة وتعزيز الأمن الاقتصادي). هذا البرنامج مشترك بين الوكالات التالية: وزارة الصحة والخدمات البشرية بما في ذلك مراكز السيطرة على الأمراض والوقاية منها وإدارة الغذاء والدواء والمعاهد الوطنية للصحة وهيئة البحث والتطوير الطبي الحيوي المتقدم (باردا) ووزارة الدفاع وشركات خاصة والوكالات الفيدرالية الأخرى بما في ذلك وزارة الزراعة ووزارة الطاقة ووزارة شؤون المحاربين القدامى.

## نبذة تاريخية
بعد الكشف عنها لأول مرة في الصحافة في 29 أبريل 2020، أعلن الرئيس ترامب رسميًا عن الشراكة بين القطاعين العام والخاص في 15 مايو 2020. ستنسق عملية السرعة القصوى الجهود الحالية على مستوى الصحة والخدمات البشرية، بما في ذلك شراكة برنامج أكتيف التابع لمعاهد الصحة الوطنية لتطوير اللقاح والعلاج، ومبادرة رادكس التابعة لنفس الهيئة لتطوير التشخيص، والعمل من قبل هيئة البحث والتطوير الطبي الحيوي المتقدم.

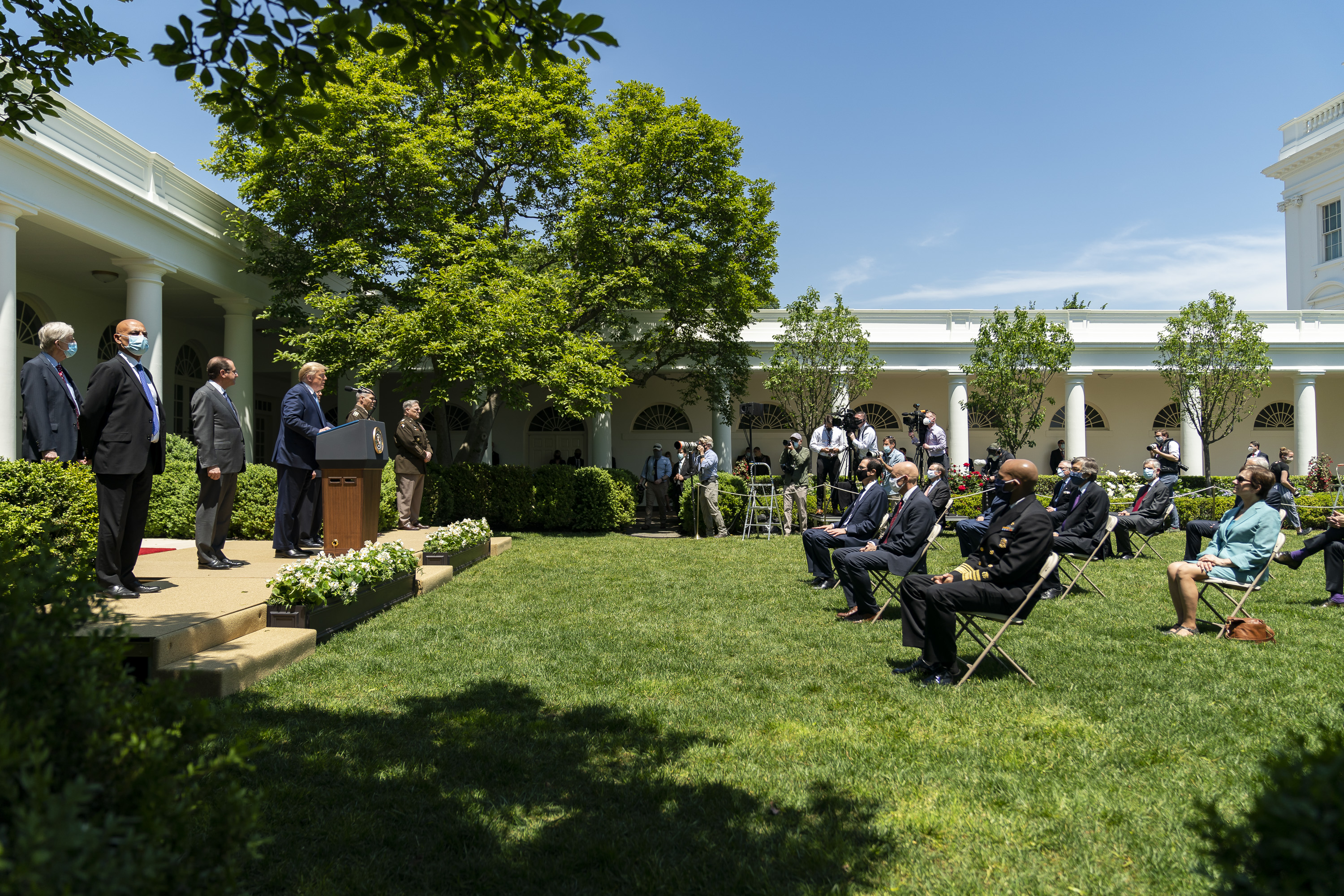
&&&*&&& إعلان الرئيس دونالد ترامب رسميًا عن عملية السرعة القصوى في 15 مايو عام 2020 في الروز غارن بالبيت الأبيض. &&&*&&&

أعلنت إدارة الغذاء والدواء الأمريكية في 30 يونيو 2020 أن اللقاح يجب أن يكون فعالًا في تقليل شدة أعراض كوفيد 19 بنسبة 50٪ على الأقل للحصول على الموافقة.
قبل أشهر من انتشار جائحة كوفيد 19، أعد مجلس البيت الأبيض للمستشارين الاقتصاديين تقريرًا بناءً على طلب فريق الدفاع البيولوجي التابع لمجلس الأمن القومي. شدد التقرير على الحاجة إلى السياسة الفيدرالية لتشجيع الشراكات الخاصة والعامة لتمكين الموافقة على اللقاح وتسريع إنتاجه.

## القيادة والميزانية
استخدمت عملية السرعة القصوى باردا كواجهة مالية بين الحكومة الفيدرالية الأمريكية وصناعة الطب الحيوي. مُوِّلَت العملية مبدئيًا بمبلغ 10 مليارات دولار، وهو مبلغ ازداد إلى حوالي 18 مليار دولار بحلول أكتوبر. بعد ريك برايت، أُعيد تعيين مدير باردا في 22 أبريل أو نحو ذلك بعد ممانعته لجهود «تمويل العقاقير الخطرة التي يروج لها أولئك الذين لهم صلات سياسية» -بحسب رأيه. تعين منصف السلاوي في مايو مستشارًا رئيسيًا لعملية السرعة القصوى. يعمل السلاوي كباحث لقاحات وهو رئيس سابق في البحث والتطوير العالمي ورئيس اللقاحات العالمية في غلاكسو سميث كلاين التي قاد فيها عملية تطوير خمسة لقاحات. تعين الجنرال غوستاف إف بيرنا -الذي شغل منصب القائد العام لقيادة عتاد الجيش- كمدير للعمليات. يضم المشروع علماء وأطباء وضباط عسكريين آخرين يشاركون في إدارة مجالات التركيز الرئيسية للتطوير والتصنيع والتوزيع. بلغت ميزانية المشروع 10 مليارات دولار، مع تخصيص أموال إضافية من خلال باردا.

## الشركات التي تتلقى تمويلًا للبحث
اعتبارًا من أغسطس، قُدِّم 11 مليار دولار لثماني شركات لتسريع تطوير وتحضير اللقاحات المرشحة. في يونيو، وُقِّعَت اتفاقيات بقيمة 1.2 مليار دولار للقاح ناجح مع أسترازينيكا و483 مليون دولار مع شركة موديرنا. مطورو اللقاح الذين يتلقون تمويلًا حكوميًا للبحوث هم:
| الاسم                                  | المقدار          | التاريخ المعلن | اللقاح المرشح                    | الملاحظات |
| -------------------------------------- | ---------------- | -------------- | -------------------------------- | --- |
| جونسون آند جونسن (يانسن للأدوية)       | 1 مليار دولار    | 5 أغسطس 2020   | Ad26.COV2-S                      | هذا بالإضافة إلى 456 مليون دولار منحتها الحكومة في مارس 2020 |
| أسترازينيكا – جامعة أوكسفورد وفاكسيتيك | 1.2 مليار دولار  | 21 مايو 2020   | AZD1222                          | |
| موديرنا                                | 1.53 مليار دولار | 11 أغسطس 2020  | RNA-1273                         | كانت الحكومة قد قدمت بالفعل منحتين لموديرنا بقيمة 483 مليون دولار و472 مليون دولار. ثم أُعلِن عن منحة بمقدار 1.53 دولار في 11 أغسطس، وبذلك يصل إجمالي الاستثمار إلى 2.48 مليار دولار. |
| شركة نوفافاكس                          | 1.6 مليار دولار  | 7 يوليو 2020   | NVX ‑ CoV2373                    | |
| سانوفي وغلاكسو سميث كلاين              | 2.1 مليار دولار  | 31 يوليو 2020  | لا يوجد اسم مرشح حتى أكتوبر 2020 | |
| ميرك والمبادرة الدولية للقاح الإيدز    | 38 مليون دولار   | 15 أبريل 2020  | V590                             | هذا اللقاح هو ثمرة تعاون ميرك مع المبادرة الدولية للقاح الإيدز. تملك ميرك لقاح مرشح آخر، وهو V591. وصلت ميرك إلى هذا الأخير في مايو 2020 مع ثيميس.                                  |

ومن الشركات الممولة بشكل غير مباشر:
- فاكسارت (بالتعاون مع شركة إيميرجينت للحلول الحيوية).[29]
- إينوفيو.[30][31]

اعتبارًا من أكتوبر 2020، أنفقت عملية السرعة القصوى أقل من مليار دولار لدعم تطوير وتصنيع ثلاثة علاجات تعتمد على أجسام مضادة وحيدة النسيلة، مقابل إنفاقها نحو 10 مليارات دولار على ستة لقاحات.
كان من المقرر أن تحصل ريجينيرون على 450 مليون دولار لتطوير وتوريد عقار مضاد أحادي النسيلة، وفقًا لما أعلنته الحكومة في 7 يوليو 2020.
في 16 نوفمبر 2020، أعلنت موديرنا عن بيانات أولية من المرحلة الثالثة لتجربتها السريرية. أشارت البيانات إلى فعالية بنسبة 94٪ في الوقاية من عدوى كوفيد 19. تضمنت الآثار الجانبية ما يلي: الألم في موقع الحقن والتعب وآلام العضلات والصداع. لم تكن نتائج موديرنا نهائية فالتجارب لن تنتهي حتى أواخر عام 2022. لم تُراجع النتائج أو تُنشر في مجلة طبية. لا يزال من غير المعروف ما إذا كان لقاح موديرنا المُرشح آمنًا أو فعالًا للأشخاص الذين تقل أعمارهم عن 18 عام، وما هي مدة المناعة التي يوفرها، وما إذا كان يتطلب حقنة معززة، أو ما إذا كان فعالًا في الأشخاص الملونين.
جاءت أخبار موديرنا في أعقاب النتائج الأولية للقاح فايزر-بيوأنتك -بي إن تي 162 بي 2- حيث أظهر لقاح موديرنا فعالية مماثلة. تطلب تخزين لقاح موديرنا الحفظ في درجة حرارة ثلاجة طبية قياسية تبلغ 2 درجة مئوية (36 درجة فهرنهايت)، بينما تطلب تخزين مرشح شركة فايزر درجة شديدة البرودة بلغت -70 درجة مئوية (-94 درجة فهرنهايت).